# Liste des phares des Bahamas

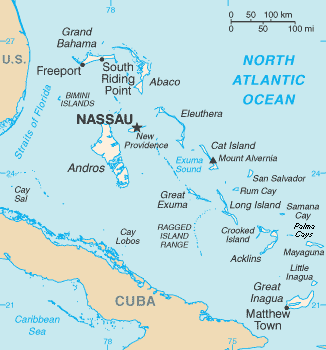
Les îles des Bahamas.

Liste des phares des Bahamas : Les Bahamas sont un archipel de centaines d'îles et de cayes s'étendant du sud-est de la Floride au nord de Cuba. À l'extrême sud-est de l'archipel, se trouvent les îles Turques-et-Caïques qui furent séparées des Bahamas en 1874 et sont un Territoire britannique d'outre-mer aujourd'hui. Les phares en activité sont gérés par le département du port des Bahamas.

## Grand Bahama
- Phare avant de Pinder Point
- Phare arrière de Pinder Point

## Îles Abacos
- Elbow Cay : Phare d'Elbow Cay
- Great Abaco  : Phare d'Abaco

## Îles Berry
- Great Stirrup Cay : Phare de Great Stirrup Cay
- Whale Cay  : Phare de Whale Point

## Îles Bimini
- Great Isaac Cay : Phare de Great Isaac
- Cat Cays  : Phare des Cat Cays
- Gun Cay : Phare de Gun Cay

## ÎleEleuthera
- Egg Island : Phare d'Egg Island
- Man Island : Phare de Man Island
- Phare de North Palmetto
- Phare d'Eleuthera Point[1]

## New Providence
- Phare du Fort Fincastle
- Phare de la Maison du Gouverneur
- Paradise Island : Phare de Paradise Island

## ÎlesAndros
- Phare de Coakley Town (Inactif)

## Cay Lobos
- Phare de Cay Lobos

## Cay Sal Bank
- Elbow Cays : Phare de Cay Sal Bank (Inactif)

## Îles Exumas
- San Salvador : Phare de Dixon Hill
- Cat Island : Phare de Devil's Point

## Crooked IslandetAcklins
- Bird Rock : Phare de Bird Rock
- Long Cay : Phare de Windsor Point
- Castle Island : Phare de Castle Island

## ÎleMayaguana
- Hogsty Reef : Phare d'Hogsty Reef

## ÎlesInagua
- Phare de Great Inagua